# 연구개발인력교육원
연구개발인력교육원(硏究開發人力敎育院, Korea Institute of R&D Human Resource Development, KIRD)은 대한민국 연구개발 인력 양성에 대한 체계적인 지원을 위해 설립된 한국연구재단 부설기관이다. 대전광역시 유성구 엑스포로 123번길(도룡동 27-5)에 위치하고 있으나, 독립청사가 2014년까지 충청북도 청원군 오창과학단지 충북대학교 오창부지에 들어설 예정이다.

## 연혁
- 2006년 6월 한국과학기술기획평가원 내 연구개발인력교육원 추진기획단 설치
- 2007년 7월 한국과학기술기획평가원 정관개정 설립근거 마련
- 2007년 11월 연구개발인력교육원 설립·개원
- 2007년 11월 연구개발인력교육원 설립 개원. 문유현 초대원장 취임
- 2008년 8월 기관 맞춤형 찾아가는 교육과정 추진
- 2009년 12월 자가학습진단시스템 구축
- 2010년 6월 R&D전문 교육포털시스템 컨설팅
- 2010년 8월 연구개발 관련 인력에 대한 교육 위탁기관으로 지정(국가연구개발사업의 관리 등에 관한 규정 제33조)
- 2010년 11월 김상선 제2대 원장 취임
- 2011년 3월 28일 한국연구재단으로 소속 변경

## 주요 업무
- R&D 인력 교육 프로그램 개발·시행
- R&D 인력 교육 유관기관간 상호 네트워킹 협력·조정
- 교육시스템 및 프로그램 DB 구축·운영
- R&D 인력 교육 조사연구 및 컨설팅
- R&D 인력 정책 연구 제안

## 조직

### 연구개발인력교육원장

#### 교육기획자문위원회
- 경영관리실
- 교육기획실
- 교육연수1실
- 교육연수2실